# 1 Canum Venaticorum
1 Canum Venaticorum är en orange jätte i stjärnbilden Stora björnen. Trots sin Flamsteed-beteckning tillhör den inte Jakthundarnas stjärnbild. Den ligger på gränsen mellan stjärnbilderna och fick byta tillhörighet vid översynen av gränser mellan stjärnbilderna år 1930 och benämns sedan bytet av stjärnbild ofta HD 106478.
Stjärnan har visuell magnitud +6,17 och är knappt synlig för blotta ögat vid god seeing. Den ligger på ett avstånd av ungefär 480 ljusår.